# Waitpinga Conservation Park (Australien)
Waitpinga Conservation Park är en park i Australien.   Den ligger i delstaten South Australia, i den södra delen av landet, 1 000 km väster om huvudstaden Canberra. Waitpinga Conservation Park ligger 285 meter över havet.
I omgivningarna runt Waitpinga Conservation Park växer i huvudsak blandskog.